# Giulio di Lippe-Biesterfeld
Giulio, Conte di Lippe-Biesterfeld (Julius Peter Hermann August Graf und Edler Herr zur Lippe-Biesterfeld; Oberkassel, 2 aprile 1812 – Baden-Baden, 17 maggio 1884), fu conte di Lippe-Biesterfeld dal 1840 al 1884 e padre di Ernesto II, reggente del principato di Lippe. È un antenato di re Guglielmo Alessandro dei Paesi Bassi.

## Infanzia
Giulio nacque a Oberkassel nel regno di Prussia, (attualmente nella Renania Settentrionale-Vestfalia, Germany) quintogenito e secondo figlio maschio di Ernesto, Conte di Lippe-Biesterfeld (1777–1840), (figlio di Carlo, Conte di Lippe-Biesterfeld e della Contessa Ferdinanda di Bentheim-Tecklenburg-Rheda) e di sua moglie, Modeste von Unruh (1781–1854), (figlia di Karl Philipp von Unruh ed Elisabeth Henriette Dorothea von Kameke).

## Matrimonio
Giulio sposò il 30 aprile 1839 a Castell la Contessa Adelaide Clotilde Augusta di Castell-Castell (1818–1900), figlia di Federico, Conte di Castell-Castell, e della moglie, la Principessa Emilia di Hohenlohe-Langenburg, figlia di Carlo Ludovico I, Principe di Hohenlohe-Langenburg.
Ebbero quattordici figli:
- Conte Ernesto di Lippe-Biesterfeld (20 marzo 1840 – 28 marzo 1840);
- Contessa Emilia di Lippe-Biesterfeld (1 febbraio 1841 – 11 febbraio 1892), sposò nel 1864 Ottone I, principe di Salm-Horstmar, ebbe figli;
- Ernesto II, Conte di Lippe-Biesterfeld (9 giugno 1842 – 26 settembre 1904), sposò nel 1869 la Contessa Carolina di Wartensleben, ebbe figli;
- Conte Adalberto di Lippe-Biesterfeld (15 ottobre 1843 – 2 dicembre 1890);
- Contessa Matilde di Lippe-Biesterfeld (7 dicembre 1844 – 10 gennaio 1890);
- Principe Leopoldo di Lippe (12 maggio 1846 – 28 gennaio 1908);
- Conte Casimiro di Lippe-Biesterfeld (5 ottobre 1847 – 16 febbraio 1880);
- Conte Oscar di Lippe-Biesterfeld (18 dicembre 1848 – 17 gennaio 1849);
- Contessa Giovanna di Lippe-Biesterfeld (6 marzo 1851 – 31 gennaio 1859);
- Conte Federico di Lippe-Biesterfeld (10 maggio 1852 – 15 agosto 1892), sposò nel 1882 la Principessa Maria di Löwenstein-Wertheim-Freudenberg, ebbe figli;
- Contessa Elisabetta di Lippe-Biesterfeld (25 settembre 1853 – 24 gennaio 1859);
- Principe Rodolfo di Lippe (27 aprile 1856 – 21 giugno 1931), sposò nel 1889 la Principessa Luisa di Ardeck, ebbe figli;
- Principe Federico Guglielmo di Lippe (16 luglio 1858 – 6 agosto 1914), sposò nel 1895 la Contessa Gisella di Ysenburg e Büdingen in Meerholz (nipote di Ernesto Casimiro II, 2º Principe di Ysenburg e Büdingen), ed ebbe figli, tra cui la Principessa Callista di Lippe;
- Conte Federico Carlo di Lippe-Biesterfeld (19 giugno 1861 – 1 aprile 1901).

## Ascendenza
|                                                    |                           |                                                        | Genitori                                               |  |  | Nonni |  |  | Bisnonni                                           |  |  | Trisnonni                                      |  |
|                                                    |                           |                                                        |                                                        |  |  |       |  |  | Federico Carlo Augusto, conte di Lippe-Biesterfeld |  |  | Rodolfo Ferdinando, conte di Lippe-Biesterfeld |  |
|                                                    |                           |                                                        |                                                        |  |  |       |  |  | Federico Carlo Augusto, conte di Lippe-Biesterfeld |  |  | Rodolfo Ferdinando, conte di Lippe-Biesterfeld |  |
|                                                    |                           | Giuliana Luisa di Kunowitz                             |                                                        |  |  |       |  |  | Federico Carlo Augusto, conte di Lippe-Biesterfeld |  |  |                                                |  |
| Carlo Ernesto Casimiro, conte di Lippe-Biesterfeld |                           |                                                        |                                                        |  |  |       |  |  | Federico Carlo Augusto, conte di Lippe-Biesterfeld |  |  |                                                |  |
|                                                    |                           | Barbara Eleonora di Solms-Baruth                       | Giovanni Cristiano I, conte di Solms-Baruth            |  |  |       |  |  |                                                    |  |  |                                                |  |
|                                                    |                           | Barbara Eleonora di Solms-Baruth                       | Giovanni Cristiano I, conte di Solms-Baruth            |  |  |       |  |  |                                                    |  |  |                                                |  |
|                                                    |                           | Barbara Eleonora di Solms-Baruth                       | Elena Costanza Henckel di Donnersmarck                 |  |  |       |  |  |                                                    |  |  |                                                |  |
| Ernesto I, conte di Lippe-Biesterfeld              |                           | Barbara Eleonora di Solms-Baruth                       |                                                        |  |  |       |  |  |                                                    |  |  |                                                |  |
|                                                    |                           | Maurizio Casimiro, conte di Bentheim-Tecklenburg-Rheda | Federico Maurizio, conte di Bentheim-Tecklenburg-Rheda |  |  |       |  |  |                                                    |  |  |                                                |  |
|                                                    |                           | Maurizio Casimiro, conte di Bentheim-Tecklenburg-Rheda | Federico Maurizio, conte di Bentheim-Tecklenburg-Rheda |  |  |       |  |  |                                                    |  |  |                                                |  |
|                                                    |                           | Maurizio Casimiro, conte di Bentheim-Tecklenburg-Rheda | Cristina Maria di Lippe-Brake                          |  |  |       |  |  |                                                    |  |  |                                                |  |
| Ferdinanda di Bentheim-Tecklenburg-Rheda           |                           | Maurizio Casimiro, conte di Bentheim-Tecklenburg-Rheda |                                                        |  |  |       |  |  |                                                    |  |  |                                                |  |
|                                                    |                           | Albertina di Isenburg-Büdingen-Meerholz                | Giorgio Alberto, conte di Isenburg-Büdingen-Meerholz   |  |  |       |  |  |                                                    |  |  |                                                |  |
|                                                    |                           | Albertina di Isenburg-Büdingen-Meerholz                | Giorgio Alberto, conte di Isenburg-Büdingen-Meerholz   |  |  |       |  |  |                                                    |  |  |                                                |  |
|                                                    |                           | Albertina di Isenburg-Büdingen-Meerholz                | Amalia Enrichetta di Sayn-Wittgenstein-Berleburg       |  |  |       |  |  |                                                    |  |  |                                                |  |
| Giulio, conte di Lippe-Biesterfeld                 |                           | Albertina di Isenburg-Büdingen-Meerholz                |                                                        |  |  |       |  |  |                                                    |  |  |                                                |  |
|                                                    | Ludovico Filippo di Unruh | Balthazar di Unrug                                     |                                                        |  |  |       |  |  |                                                    |  |  |                                                |  |
|                                                    | Ludovico Filippo di Unruh | Balthazar di Unrug                                     |                                                        |  |  |       |  |  |                                                    |  |  |                                                |  |
|                                                    | Ludovico Filippo di Unruh | Sofia Caterina di Stutterheim                          |                                                        |  |  |       |  |  |                                                    |  |  |                                                |  |
| Carlo Filippo di Unruh                             | Ludovico Filippo di Unruh |                                                        |                                                        |  |  |       |  |  |                                                    |  |  |                                                |  |
|                                                    |                           | Cristiana Eleonora di Bruyn                            | Boghislao Guglielmo di Bruyn                           |  |  |       |  |  |                                                    |  |  |                                                |  |
|                                                    |                           | Cristiana Eleonora di Bruyn                            | Boghislao Guglielmo di Bruyn                           |  |  |       |  |  |                                                    |  |  |                                                |  |
|                                                    |                           | Cristiana Eleonora di Bruyn                            | Giovanna Cristiana di Goldstein                        |  |  |       |  |  |                                                    |  |  |                                                |  |
| Modesta di Unruh                                   |                           | Cristiana Eleonora di Bruyn                            |                                                        |  |  |       |  |  |                                                    |  |  |                                                |  |
|                                                    |                           | Otto Felice Federico di Kameke                         | Enrico Casimiro di Kameke                              |  |  |       |  |  |                                                    |  |  |                                                |  |
|                                                    |                           | Otto Felice Federico di Kameke                         | Enrico Casimiro di Kameke                              |  |  |       |  |  |                                                    |  |  |                                                |  |
|                                                    |                           | Otto Felice Federico di Kameke                         | Agnese di Podewils                                     |  |  |       |  |  |                                                    |  |  |                                                |  |
| Elisabetta Enrichetta Dorotea di Kameke            |                           | Otto Felice Federico di Kameke                         |                                                        |  |  |       |  |  |                                                    |  |  |                                                |  |
|                                                    |                           | Giovanna Dorotea Carlotta di Oldemburgo                | Giorgio Federico, conte di Oldemburgo                  |  |  |       |  |  |                                                    |  |  |                                                |  |
|                                                    |                           | Giovanna Dorotea Carlotta di Oldemburgo                | Giorgio Federico, conte di Oldemburgo                  |  |  |       |  |  |                                                    |  |  |                                                |  |
|                                                    |                           | Giovanna Dorotea Carlotta di Oldemburgo                | Modesta Sofia di Beneckendorff                         |  |  |       |  |  |                                                    |  |  |                                                |  |
|                                                    |                           | Giovanna Dorotea Carlotta di Oldemburgo                |                                                        |  |  |       |  |  |                                                    |  |  |                                                |  |